# L'Estany (ort)
L'Estany är en ort i Spanien.   Den ligger i provinsen Província de Barcelona och regionen Katalonien, i den östra delen av landet, 500 km öster om huvudstaden Madrid. L'Estany ligger 870 meter över havet och antalet invånare är 393.
Terrängen runt L'Estany är huvudsakligen kuperad. L'Estany ligger uppe på en höjd. Runt L'Estany är det ganska glesbefolkat, med 31 invånare per kvadratkilometer. Närmaste större samhälle är Vic, 13,6 km nordost om L'Estany. I omgivningarna runt L'Estany växer i huvudsak blandskog.